# منحنی لیساژو

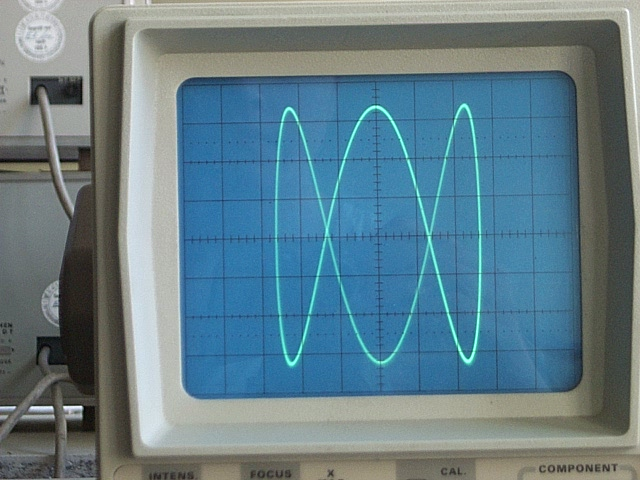
شکل لیساژو روی اسیلوسکوپ، که به ترتیب رابطه ۱:۳ بین فرکانس‌های ورودی‌های سینوسی عمودی و افقی را نشان می‌دهد. این شکل خاص لیساژو در لوگوی بنگاه خبررسانی استرالیا اقتباس شد.

در ریاضیات، منحنی لیساژو (انگلیسی: Lissajous curve) یا منحنی بودیچ
(به انگلیسی: Bowditch curve) گراف سامانه‌ای با معادله پارامتری
{\displaystyle x=A\sin(at+\delta ),\quad y=B\sin(bt),}
است که معرف حرکت پیچیده موزون است. این خانوادهٔ منحنی‌ها را ناتانیل بودیچ در ۱۸۱۵ و ژول آنتوان لیساژو در ۱۸۵۷ مطالعه کردند.
شکل منحنی به‌شدت وابسته به نسبت a به b است؛ مثلاً برای نسبت ۱ این منحنی لیساژو بیضی خواهد بود. حالت خاص شامل دایره (A = B, δ = π/۲ رادیان) و خط (δ = ۰) می‌شوند. یک منحنی لیساژوی سادهٔ دیگر سهمی (b/a = ۲، δ = π/۴) است.

انیمیشنی که انطباق منحنی را با افزایش نسبت a/b از ۰ به ۱ نشان می‌دهد

## نمونه‌ها

a = ۱, b = ۲ (۱:۲)
a = ۳, b = ۲ (۳:۲)
a = ۳, b = ۴ (۳:۴)
a = ۵, b = ۴ (۵:۴)